# Lance Cade și Trevor Murdoch

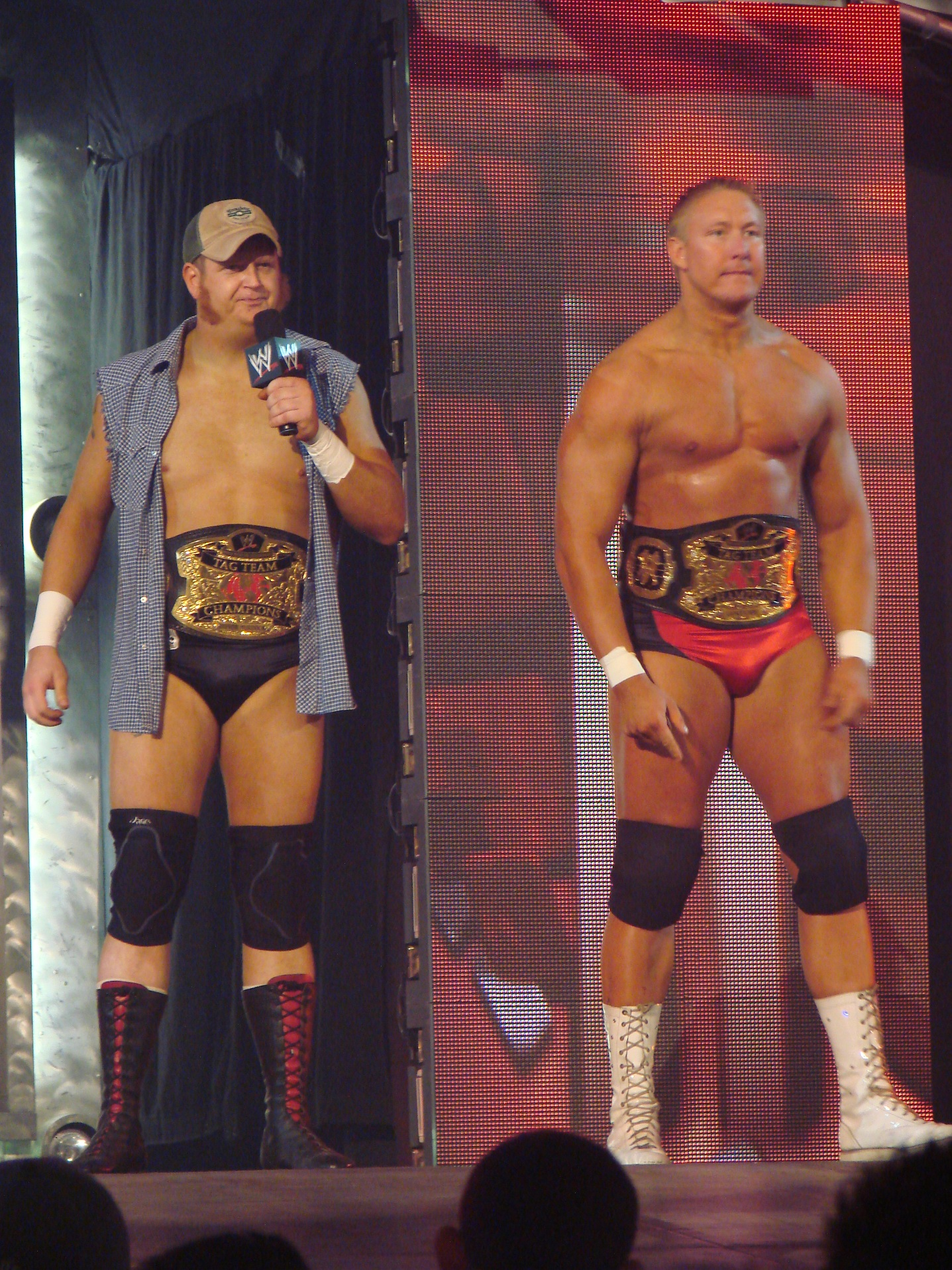
Cade și Murdoch la No Mercy 2007

Lance Cade și Trevor Murdocha fost o echipă de wrestling în divizia RAW a World Wrestling Entertainment între anii 2005-2008.